# Sotuma Bridge
Die Sotuma Bridge ist eine Straßenbrücke im westafrikanischen Staat Gambia. Die Brücke überspannt jenen Fluss, der in ein Sumpfgebiet übergeht, bevor er in den Gambia mündet. Die Brücke ist rund einen Kilometer nordöstlich von Sotuma Sere entfernt und überführt die South Bank Road zwischen Bakadaji und Basse Santa Su.